# Live Skull
Live Skull ist eine 1983 gegründete Noise-Rock-Band aus New York City. Die Gruppe zählt neben Sonic Youth, Rat At Rat R und Swans zu den Vorreitern des Noise-Rock in den Vereinigten Staaten.

## Geschichte
Gegründet wurde die Band 1983 in New York City von dem Gitarristenduo Mark C. und Tom Paine. Vervollständigt wurde die erste Besetzung mit Schlagzeuger James Lo und Bassistin Marnie Greenholz, die zugleich die Freundin von Tom Paine war. Die selbstbetitelte Debüt-EP erschien 1984 bei Massive, es folgte ein Plattenvertrag bei Homestead Records. Das Label veröffentlichte 1985 das Debütalbum Bringing Home the Bait und 1986 Cloud One. Eine Live-Aufnahme im CBGB aus dem Jahr 1986 erschien 1987 als Livealbum Don’t Get Any on You. Bis dahin hatten sich die beiden Gitarristen und Bassistin Greenholz den Gesang geteilt, doch die Band wollten eine stärkere Gesangs-Performance. Die Wahl fiel auf die aus Boston stammende Thalia Zedek, die bereits in verschiedenen Punk-Bands gesungen hatte. Schlagzeuger James Lo wurde durch Rich Hutchins (ex-Ruin) ersetzt. In dieser Besetzung wurde Dusted eingespielt, die letzte Veröffentlichung für Homestead. Robert Palmer vom Spin schrieb in einer Kritik zu dem Album, dass die Musik von Live Skull und Sonic Youth der nächste logische Schritt in der musikalischen Entwicklung sei. Live Skull wechselte zu Caroline, wo die Band 1988 mit der EP Snuffer debütierte. Wenig später verließ Bassistin Greenholz die Gruppe, für sie kam Sonda Andersson (ex-Rat At Rat R). Nach dem von Kritikern überwiegend positiv aufgenommenen 1989er Album Positraction löste sich Live Skull 1990 auf. 
2019 rief Mark C Live Skull offiziell wieder ins Leben. Es folgte mit Saturday Night Massacre ein neues Album mit Hutchins als weiterem Mitglied der letzten Besetzung seit der Bandauflösung und Kent Heine und Dave Hollinghurst als Neuzugängen. Zadek und Marnie Greenholz unterstützen die Band sporadisch bei Auftritten oder im Studio. 2020 folgte die LP Dangerous Visions, 2023 das Album Party Zero beim Label Bronson Recordings. 

## Diskografie
- 1984: Live Skull (12", Massive)
- 1985: Bringing Home the Bait (Studioalbum, Homestead)
- 1986: Cloud One (Studioalbum, Homestead)
- 1986: Raise the Manifestation/Pusherman (12", Homestead)
- 1987: Don’t Get Any on You (Live-LP, Homestead)
- 1987: Dusted (Studioalbum, Homestead)
- 1988: Snuffer (12", Caroline)
- 1989: Positraction (Studioalbum, Caroline) Die CD-Version beinhaltet die Snuffer-EP und den Titel Paul Revere’s Bush (Tree Girl)
- 1991: John Peel Session (EP)
- 2019: Saturday Night Massacre (Studioalbum, Bronson Recordings)
- 2020: Dangerous Visions (Studioalbum, Bronson Recordings)
- 2023: Party Zero (Studioalbum, Bronson Recordings)

### Video
- 1986: Skull Fuck (VHS, Atavistic – ATV6) Mitschnitt eines Konzertes in Cincinnati, Ohio, ca. 1986